# Stenocactus boedekerianus
Stenocactus boedekerianus là một loài thực vật có hoa trong họ Cactaceae. Loài này được A. Berger ex A.W. Hill miêu tả khoa học đầu tiên năm 1933.